# MBC Group
MBC Group  (em árabe: مجموعة MBC‎) é um conglomerado de mídia de propriedade saudita com base na região do Oriente Médio e Norte da África que opera em vários locais ao redor do mundo. Foi lançado em Londres em 1991 e mais tarde mudou-se para sua sede em Dubai em 2002.
O grupo atualmente opera mais de 17 canais de TV via satélite gratuitos, que incluem: MBC 1, MBC 2, MBC 3, MBC 4, MBC 5, MBC Action, MBC Max, MBC Variety, MBC Drama, MBC Persia, Wanasah, MBC Masr, MBC Masr 2, MBC Bollywood e MBC Iraq, além de duas estações de rádio: a MBC FM e Panorama FM. Também faz parte do MBC Group o serviço de vídeo sob demanda, Shahid, e seu serviço premium, o Shahid VIP.